# Tu partirai con me
Tu partirai con me (Holiday Affair) è un film statunitense del 1949 diretto da Don Hartman.
È un film commedia a sfondo romantico e natalizio basato sul romanzo Christmas Gift di John D. Weaver e con protagonisti Robert Mitchum e Janet Leigh.

## Trama
È l'antivigilia di Natale, a New York, e Connie, una vedova di guerra con un figlio piccolo da mantenere, acquista un trenino ai grandi magazzini Crowley per conto di una rivista che valuta prodotti. Il giorno dopo, quando Connie ritorna al negozio per restituire il giocattolo, Steve, il commesso, capisce che la ragazza non intendeva acquistarlo davvero e tuttavia, sentite le sue giustificazioni, la rimborsa ma non la segnala alla direzione, venendo per questo licenziato.
Steve inizia allora a fare la corte a Connie, che però ha già un pretendente, Carl, avvocato di successo, che vorrebbe sposarla. Il bambino di Connie dimostra un'immediata simpatia per Steve e in fondo lei stessa lo preferisce a Carl, anche se non riesce a compiere una scelta definitiva per il troppo vivo ricordo che ancora conserva del marito.
Il giorno di Natale Steve viene invitato da Connie e confessa che dovrebbe sposare lui e non Carlo o comunica di essere in procinto di partire per la California: alla ragazza non resta quindi molto tempo per prendere la decisione più importante della sua vita.

## Produzione
Il film, diretto da Don Hartman su una sceneggiatura di Isobel Lennart con il soggetto di John D. Weaver (autore del romanzo), fu prodotto da RKO Radio Pictures

## Distribuzione
Il film fu distribuito negli Stati Uniti nel 1949 al cinema dalla RKO, dalla C&C Television Corporation in televisione nel 1955 e dalla Turner Home Entertainment e dalla RKO Home video per l'home video nel 1989.
Alcune delle uscite internazionali sono state:
- negli Stati Uniti il 23 novembre 1949 (New York City, New York)
- negli Stati Uniti dal 24 dicembre 1949 al cinema
- in Australia il 6 aprile 1950
- in Austria il 1951 (Die Dame und der Vagabund)
- in Giappone l'8 giugno 1951
- in Portogallo il 20 settembre 1951 (Quando as Viúvas Querem Casar)
- in Germania Est (Die Urlaubs-Affaire)
- in Grecia (Ekeines tis meres)
- in Finlandia (Joulun lahja)
- in Spagna (Negocio de vacaciones)
- in Italia (Tu partirai con me)